# Images 1966-1967
| Recensione    | Giudizio |
| ------------- | -------- |
| AllMusic      |          |
| Rolling Stone |          |

Images 1966-1967 è una raccolta del cantautore inglese David Bowie, pubblicata negli Stati Uniti dalla London Records nel 1973.
La raccolta raggiunse il 144º posto nella Billboard 200, restando in classifica per 9 settimane,

## Storia
(Billboard, 3 marzo 1973)

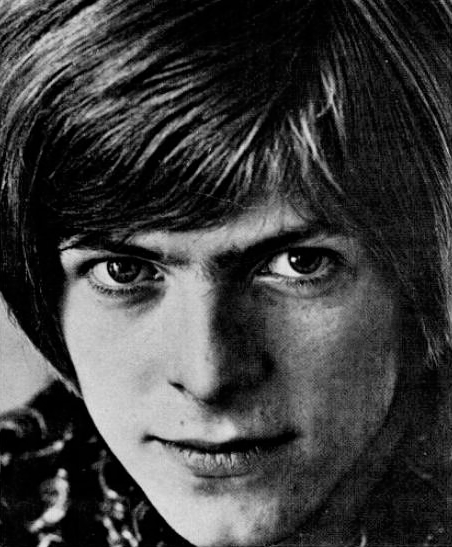
David Bowie nel 1967.

Nel 1972 la compilation The World of David Bowie si trovava ancora nei negozi di dischi nel Regno Unito quando David Bowie sfondò con l'album The Rise and Fall of Ziggy Stardust and the Spiders from Mars. Negli Stati Uniti, dove né la raccolta né l'album di debutto di Bowie erano mai stati pubblicati, la London Records tentò di sfruttare la crescente popolarità del cantante che di lì a breve avrebbe pubblicato anche Aladdin Sane.
Il doppio album Images 1966-1967offrì perciò al pubblico statunitense la prima occasione per ascoltare tutte le tracce del primo album più altri brani inediti o usciti solo su 45 giri, tra cui Karma Man, The London Boys e The Laughing Gnome. Proprio quest'ultima fu rimessa in circolazione anche nel Regno Unito e l'effetto "Ziggymania" si fece sentire dal momento che raggiunse il 6º posto in classifica e rimase nella Official Singles Chart per ben dodici settimane.
Il disco testimonia l'energia creativa di Bowie, seppure ancora lontano dallo stile degli album successivi, ed è caratterizzato da composizioni narrative a metà tra il folk inglese e il vaudeville da rivista. I testi fanno spesso riferimento alla recitazione e al grande schermo, così come a temi già ricorrenti nei suoi lavori come l'interesse per gli emarginati. Come ha scritto Richie Unterberger su AllMusic, «i critici e gli appassionati di Ziggy Stardust rimasero scioccati nello scoprire un intrattenitore a tutto tondo apparentemente intento a diventare il nuovo Anthony Newley».
Oltre che negli Stati Uniti e in Canada, il disco venne distribuito dalla Deram Records in Germania, Belgio, Francia, Spagna, col titolo El Rey Del Gay Power, e dalla Decca in Sudafrica come Superstar. Nel 1975 venne pubblicato nel Regno Unito, in Italia e in Australia e nel 1979 di nuovo in Francia, col titolo David Bowie e in Australia e Nuova Zelanda, in un unico disco intitolato Twenty Bowie Classics dal quale venne eliminata Karma Man. Nel 1982 la raccolta venne distribuita anche in Giappone e nel 1990 in Australia è uscita l'unica versione in CD, intitolata Rock Reflections.

## Tracce
Testi e musiche di David Bowie.
Lato 1
1. Rubber Band (Da David Bowie, 1967) – 2:17
2. Maid of Bond Street (Da David Bowie, 1967) – 1:43
3. Sell Me a Coat (Da David Bowie, 1967) – 2:58
4. Love You Till Tuesday (Da David Bowie, 1967) – 3:09
5. There Is a Happy Land (Da David Bowie, 1967) – 3:11

Lato 2
1. The Laughing Gnome (45 giri, 1967) – 3:01
2. The Gospel According to Tony Day (Lato B di The Laughing Gnome, 1967) – 2:48
3. Did You Ever Have a Dream (Lato B di Love You Till Tuesday, 1967) – 2:06
4. Uncle Arthur (Da David Bowie, 1967) – 2:07
5. We Are Hungry Men (Da David Bowie, 1967) – 2:58
6. When I Live My Dream (Da David Bowie, 1967) – 3:22

Lato 3
1. Join the Gang (Da David Bowie, 1967) – 2:17
2. Little Bombardier (Da David Bowie, 1967) – 3:24
3. Come and Buy My Toys (Da David Bowie, 1967) – 2:07
4. Silly Boy Blue (Da David Bowie, 1967) – 3:48
5. She's Got Medals (Da David Bowie, 1967) – 2:23

Lato 4
1. Please Mr. Gravedigger (Da David Bowie, 1967) – 2:35
2. The London Boys (Lato B di Rubber Band, 1966) – 3:20
3. Karma Man (Da The World of David Bowie, 1970) – 2:58
4. Let Me Sleep Beside You (Da The World of David Bowie, 1970) – 3:24
5. In the Heat of the Morning (Da The World of David Bowie, 1970) – 2:59